# スルー・ザ・レイン
「スルー・ザ・レイン」 (Through the Rain)は、マライア・キャリーの楽曲。アイランド・レコード移籍第一弾シングルで、9枚目のスタジオ・アルバム『チャームブレスレット』から先行シングルとしてリリースされた。
日本ではテレビ朝日系列ドラマ『逮捕しちゃうぞ』のエンディング・テーマに起用された。
ミュージック・ビデオはマライアの両親をモチーフにしている。
Billboard Hot 100では最高位81位、チャートには9週留まった。

## 収録曲
マキシ・シングル
1. スルー・ザ・レイン (LPヴァージョン) - 4:47
2. スルー・ザ・レイン　(リミックス・フィーチャリング・ケリー・プライス&ジョー) - 3:31
3. スルー・ザ・レイン　(フル・インテンション・ラジオ・エディット) - 3:57
4. スルー・ザ・レイン　(ボリス&ミチズ・ラジオ・ミックス) - 4:00

デジタルEP
1. Through the Rain (Radio Edit) – 4:17
2. Through the Rain (Remix) - 3:31
3. Through the Rain (Hex Hector/Mac Quayle Radio Edit) - 4:10
4. Through the Rain (Hex Hector/Mac Quayle Club Mix) - 12:03
5. Through the Rain (Boris & Michi's Club Mix) - 7:08
6. Through the Rain (Boris & Michi's Radio Edit) - 3:59
7. Through the Rain (Bors & Michi's Through the Dub Mix) - 5:53
8. Through the Rain (Full Intention Club Mix) - 9:15
9. Through the Rain (Full Intention Radio Edit) - 3:58
10. Through the Rain (Full Intention Dub Mix) - 7:14
11. Through the Rain (Maurice Joshua Nu Soul Club Mix) - 8:11
12. Through the Rain (Maurice Joshua Radio Mix) - 4:15
13. Through the Rain (Maurice Joshua Dub Mix) - 6:02

## チャート成績
| チャート（2002年）               | 最高順位 |
| -------------------------------- | -------- |
| イギリス（全英シングルチャート） | 8        |
| アメリカ（Billboard Hot 100）    | 81       |